# Salaire minimum au Canada
Le salaire minimum au Canada relève de la compétence législative des provinces, comme la législation du travail en général selon la constitution canadienne. Les trois territoires sous juridiction fédérale se sont vu déléguer cette responsabilité par le Parlement canadien.
Le 29 décembre 2021, le gouvernement fédéral canadien instaure un nouveau salaire minimum fédéral qui s'applique aux salariés travaillant dans les domaines d'activité économique qui exceptionnellement relèvent de la compétence législative fédérale (par exemple, les chemins de fer). Ce salaire minimum fédéral est alors défini à 15,00 $CAN de l'heure ou égal au salaire minimum général de la province où le travail est exercé, si celui-ci est supérieur. Il est ajusté annuellement, chaque 1er avril, en fonction de l’inflation. En avril 2023, il est augmenté à 16,65 $CAN de l'heure, en 2024 elle passe à  17,30 $ CAN pour répondre l’inflation en cours.
| Date           | $CAN de l'heure |
| -------------- | --------------- |
| 1er avril 2023 | 16,65           |
| 1er avril 2024 | 17,30           |
| 1er avril 2025 | 17,75           |

En octobre 2024, la Saskatchewan et l'Alberta sont les provinces où le salaire minimum est le plus bas (15,00 $CAN de l'heure) et le Nunavut a le plus haut salaire minimum (19,00 $ de l'heure). Certaines provinces laissent les entreprises payer un salaire minimum moindre aux employés à pourboire ou aux employés disposant de peu d'expérience.

## Liste des salaires minimums
| Province ou territoire    | Salaire ($CAN) | En vigueur depuis le | Commentaires |
| ------------------------- | -------------- | -------------------- | --- |
| Alberta                   | 15,00          | 1er octobre 2018     | Le salaire minimum est 13,00 $ de l'heure pour les étudiants âgés de moins de 18 ans depuis le 26 juin 2019.                                            |
| Colombie-Britannique      | 17,85          | 1er juin 2025,       | |
| Île-du-Prince-Édouard     | 16,00          | 1er octobre 2024     | |
| Manitoba                  | 15,80          | 1er octobre 2024     | |
| Nouveau-Brunswick         | 15,30          | 1er avril 2024       | |
| Nouvelle-Écosse           | 15,20          | 1er avril 2024       | |
| Nunavut                   | 19,00          | 1er janvier 2024     | |
| Ontario                   | 17,20          | 1er octobre 2024     | Le salaire minimum est de 16,20 $ pour les étudiants de moins de 18 ans (moins de 28 heures par semaine) et de 18,90 $ pour les travailleurs à domicile |
| Québec                    | 16,10          | 1er mai 2025         | Le taux payable aux salariés à pourboire est de 12,90 $.                                                                                                |
| Saskatchewan              | 15,00          | 1er octobre 2024,    | |
| Terre-Neuve-et-Labrador   | 15,60          | 1er avril 2024       | |
| Territoires-du-Nord-Ouest | 16,70          | 1er septembre 2024   | |
| Yukon                     | 17,59          | 1er avril 2024       | . |

## Personnes affectées
Selon une étude, en 2019, 62 % des personnes rémunérées au salaire minimum au Québec travaillent à temps partiel, et 61 % sont âgées de 15 à 24 ans.